# Jordi Arrese
Jordi Arrese i Castañé (Barcelona, 29 de Agosto de 1964) é um ex-tenista profissional espanhol.

## Olimpíadas

### Simples (1 prata)
| Resultado | Ano  | Campeonato | Piso   | Oponente    | Placar                       |
| --------- | ---- | ---------- | ------ | ----------- | ---------------------------- |
| Vice      | 1992 | Barcelona  | Saibro | Marc Rosset | 7–6(7–2), 6–4, 3–6, 4–6, 8–6 |

## Simples finais 12 (6-6)
| Resultado | N. | Data | Campeonato                   | Piso   | Oponente            | Placar                       |
| --------- | -- | ---- | ---------------------------- | ------ | ------------------- | ---------------------------- |
| Vice      | 1. | 1989 | Madrid, Espanha              | Saibro | Martín Jaite        | 3–6, 2–6                     |
| Campeão   | 1. | 1990 | Sanremo, Itália              | Saibro | Juan Aguilera       | 6–2, 6–2                     |
| Campeão   | 2. | 1990 | ATP de Praga, Checoslováquia | Saibro | Nicklas Kulti       | 7–6(7–3), 7–6(8–6)           |
| Campeão   | 3. | 1991 | Madrid, Espanha              | Saibro | Marcelo Filippini   | 6–2, 6–4                     |
| Vice      | 2. | 1991 | Genova, Itália               | Saibro | Carl-Uwe Steeb      | 3–6, 4–6                     |
| Vice      | 3. | 1991 | Hilversum, Holanda           | Saibro | Magnus Gustafsson   | 7–5, 6–7(2–7), 6–2, 1–6, 0–6 |
| Vice      | 4. | 1991 | ATP de Atenas, Grécia        | Saibro | Sergi Bruguera      | 5–7, 3–6                     |
| Campeão   | 4. | 1991 | Buzios, Brasil               | Saibro | Jaime Oncins        | 1–6, 6–4, 6–0                |
| Vice      | 5. | 1992 | Hilversum, Holanda           | Saibro | Karel Nováček       | 2–6, 3–6, 6–2, 5–7           |
| Vice      | 6. | 1992 | Barcelona, Espanha           | Saibro | Marc Rosset         | 6–7(2–7), 4–6, 6–3, 6–4, 6–8 |
| Campeão   | 5. | 1992 | ATP de Atenas, Grécia        | Saibro | Sergi Bruguera      | 7–5, 3–0, ret.               |
| Campeão   | 6. | 1993 | ATP de Atenas, Grécia        | Saibro | Alberto Berasategui | 6–4, 3–6, 6–3                |

## Duplas finais 10 (6-4)
| Resultado | N. | Data | Torneio                      | Piso   | Parceiro           | Oponentes                          | Placar        |
| --------- | -- | ---- | ---------------------------- | ------ | ------------------ | ---------------------------------- | ------------- |
| Vice      | 1. | 1985 | ATP de Bologna, Itália       | Saibro | Alberto Tous       | Paolo Canè Simone Colombo          | 5–7, 4–6      |
| Campeão   | 1. | 1986 | Bordeaux, França             | Saibro | David De Miguel    | Ronald Agénor Mansour Bahrami      | 7–5, 6–4      |
| Campeão   | 2. | 1989 | ATP de Praga, Checoslováquia | Saibro | Horst Skoff        | Petr Korda Tomáš Šmíd              | 6–4, 6–4      |
| Campeão   | 3. | 1991 | San Marino                   | Saibro | Carlos Costa       | Christian Miniussi Diego Pérez     | 6–3, 3–6, 6–3 |
| Vice      | 2. | 1993 | Umag, Croácia                | Saibro | Francisco Roig     | Filip Dewulf Tom Vanhoudt          | 4–6, 5–7      |
| Vice      | 3. | 1994 | San Marino                   | Saibro | Renzo Furlan       | Neil Broad Greg Van Emburgh        | 4–6, 6–7      |
| Vice      | 4. | 1994 | ATP de Bucareste, Romênia    | Saibro | Jose Antonio Conde | Wayne Arthurs Simon Youl           | 4–6, 4–6      |
| Vice      | 5. | 1995 | ATP do Porto, Portugal       | Saibro | Àlex Corretja      | Tomás Carbonell Francisco Roig     | 3–6, 6–7      |
| Vice      | 6. | 1995 | Kitzbühel, Áustria           | Saibro | Wayne Arthurs      | Francisco Montana Greg Van Emburgh | 7–6, 3–6, 6–7 |
| Campeão   | 4. | 1995 | San Marino                   | Saibro | Andrew Kratzmann   | Pablo Albano Federico Mordegan     | 7–6, 3–6, 6–2 |